# هنک ماروین
هنک ماروین (انگلیسی: Hank Marvin؛ زادهٔ ۲۸ اکتبر ۱۹۴۱) یک موسیقی‌دان اهل بریتانیا است. وی از سال ۱۹۵۶ میلادی تاکنون مشغول فعالیت بوده‌است.